# テンダーボート

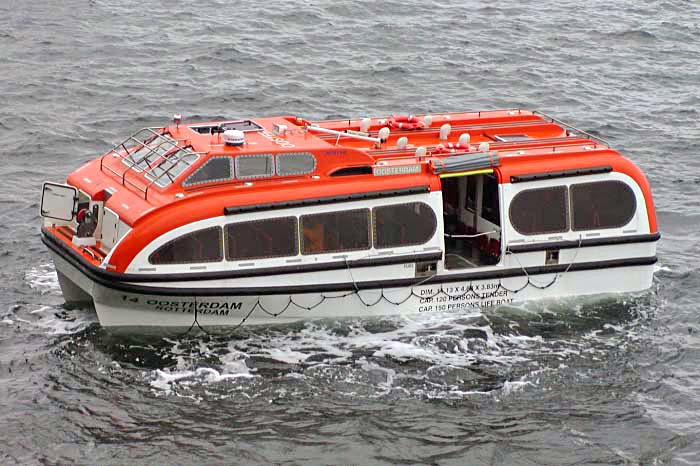
オランダの客船オーステルダムの救命艇兼用テンダーボート

テンダーボート（英語: tender）は、陸地から船へ、あるいは船同士の間で人員や物資を輸送して船の活動を支援するためのボートである。交通船、足船、連絡船などと呼ばれることもある。テンダーボート自体にさらに支援する小型の船が付属していることがあり、ランチ、ディンギーなどもと呼ばれる。
気象条件や海が荒れているといったことや、寄港時間が短い、船が大きすぎて入港できないといった様々な理由で、船を岸壁に繋留することが望ましくないことがある。そうした場合に、テンダーボートが船と陸を結んで橋渡しをする。寄港中、船と陸の間を頻繁に行き来することになる場合もある。
クルーズ客船では、救命艇兼用のテンダーボートが備えられていることがあり、日常的にはテンダーボートとして用いられるが、緊急時には救命ボートとなる設備が備えられている。こうしたボートは一般に、プロムナードデッキの上のダビットに吊り上げられており、一見すると通常の救命ボートのようであるが、普通はそれより大型で装備が充実している。現代の救命艇兼用テンダーボートは双胴船設計が好まれる。これは、テンダーとして通常使われる気象条件が穏やかな時から中程度の時までにロールしにくいからである。典型的には2人から3人の乗員で、100人から150人程度の乗客を運ぶ。
第二次世界大戦中に駆逐艦や潜水艦が発達する以前は、こうした艦種は多くの保守作業を実施するために母艦に依存していた。アメリカ英語ではこうした母艦もテンダーと呼ばれ、それぞれ駆逐艦母艦 (destroyer tender)、潜水母艦 (submarine tender) と呼ばれる（イギリス英語ではDepot shipと呼ばれる）。アメリカ海軍の艦種分類記号では、ADとASが与えられていた。アメリカ海軍の駆逐艦母艦は既に全て解体され、潜水母艦はエモリー・S・ランド級 (Emory S. Land class submarine tender) が2隻のみ残っている。これらの船は太平洋や地中海に前方展開され、この地域での海軍の作戦を支援している。
設標船や灯台見回り船などは、灯台や灯浮標を見回りメンテナンスするのが役割の船で、テンダーボートの一種とされることもある。